# Michelsberg (Großlage)
Michelsberg bezeichnet eine Großlage im deutschen  Weinbaugebiet Mosel.

## Einzellagen
Die Großlage Michelsberg zählt zum Bereich Bernkastel und besteht aus folgenden Einzellagen in den jeweiligen Gemeinden/Ortsteilen:
- Minheim: Burglay, Kapellchen, Rosenberg, Günterslay
- Piesport: Günterslay, Treppchen, Falkenberg, Goldtröpfchen, Domherr, Schubertslay, Grafenberg
- Niederemmel: Treppchen, Goldtröpfchen, Gärtchen, Kreuzwingert, Hofberger
- Dhron: Goldtröpfchen, Grafenberg, Hofberger, Roterd, Großer Hengelberg, Häs'chen
- Neumagen: Nußwingert, Engelgrube, Laudamusberg, Rosengärtchen, Sonnenuhr
- Trittenheim: Altärchen, Apotheke, Felsenkopf, Leiterchen
- Rivenich: Niederberg, Geisberg, Rosenberg, Brauneberg
- Sehlem: Rotlay
- Krames: Rosenberg